# Ken Romain
Pour les articles homonymes, voir Romain.
Ken Romain (né le 17 avril 1993 à Villepinte) est un athlète français, spécialiste des épreuves de sprint.

## Biographie
Lors des championnats d'Europe juniors 2011, à Tallinn en Estonie, Ken Romain remporte la médaille d'or du relais 4 × 100 m en compagnie de Vincent Michalet, Jimmy Vicaut et Jeffrey John. Cette même année, il devient champion de France junior du 100 m, titre qu'il conserve en 2012.
Titré sur 100 m, 200 m et 4 × 100 m lors des championnats de France espoirs 2013, il participe aux championnats d'Europe espoirs de Tampere, et se classe sixième de l'épreuve du 4 × 100 m.
En mai 2014, Ken Romain remporte, en tant que dernier relayeur, la médaille de bronze du 4 × 200 m lors des premiers relais mondiaux de l'IAAF, à Nassau aux Bahamas, en compagnie de Christophe Lemaitre, Yannick Fonsat et Ben Bassaw. L'équipe de France, qui est devancée par la Jamaïque et Saint-Christophe-et-Niévès, établit un nouveau record d'Europe en 1 min 20 s 66.

## Palmarès
| Date | Compétition                   | Lieu    | Résultat | Épreuve   | Temps         |
| ---- | ----------------------------- | ------- | -------- | --------- | ------------- |
| 2011 | Championnats d'Europe juniors | Tallinn | 1er      | 4 × 100 m | 39 s 35       |
| 2013 | Championnats d'Europe espoirs | Ostrava | 6e       | 4 × 100 m |               |
| 2014 | Relais mondiaux de l'IAAF     | Nassau  | 3e       | 4 × 200 m | 1 min 20 s 66 |
| 2015 | Championnats d'Europe espoirs | Tallinn | 1er      | 4 × 100 m | 39 s 36       |

## Records
| Épreuve | Performance    | Lieu    | Date            |
| ------- | -------------- | ------- | --------------- |
| 100 m   | 10 s 29 (+1,7) | Aubagne | 14 juin 2014    |
| 200 m   | 20 s 94 (+0,9) | Lens    | 22 juillet 2012 |